# 神田寺
神田寺（かんだでら）は、東京都千代田区にある浄土宗の寺院。読みは「しんでんじ」ではなく「かんだでら」である。

## 歴史
1947年（昭和22年）、友松円諦によって開山された。1945年（昭和20年）の空襲で焼失した「法禅寺」と「安民寺」を合併したものである。
合併された二寺院は浄土宗の寺であり、友松円諦も浄土宗の僧侶であったが、友松円諦は当時浄土宗の枠を超えた「真理運動」を提唱しており、無宗派仏教の真理運動の拠点とすべく、1948年（昭和23年）に浄土宗から離脱した。本尊も「仏法僧宝の書」であった。1973年（昭和48年）に友松円諦が死去し、1982年（昭和57年）に浄土宗に復帰した。本尊も浄土宗らしく阿弥陀如来となった。
神田寺は浄土宗の寺院に戻ったが、真理運動そのものは引き続き当寺を中心に活動している。
深川にあった旧法禅寺は現在、「神田寺　東墓地」となっている（東京都江東区三好三丁目7）。

## 交通アクセス
- 東京メトロ銀座線　末広町駅より徒歩3分。
- JR中央総武線、山手線、京浜東北線　秋葉原駅より徒歩